# Кировский район (Крым)
Ки́ровский райо́н (укр. Кіровський район, крымскотат. Ислям Терек районы, İslâm Terek rayonı) — административно-территориальная единица (район) и одноимённое муниципальное образование (муниципальный район) в Республике Крым Российской Федерации (согласно позиции России, фактически контролирующей Крым). Упразднённый район Автономной Республики Крым Украины (согласно позиции Украины).
Расположен в восточной части республики. Северную часть района занимает присивашская степь, южную — предгорья. По территории района проходит железная дорога Джанкой — Керчь (в районе Владиславовки уходит ответвление на Феодосию) и главное русло Северо-Крымского канала, снабжавшего степной Крым водой из Днепра.
Административный центр — пгт Кировское.
Главные памятники истории на территории района — это исторический город Старый Крым и расположенный рядом с ним средневековый армянский монастырь Сурб Хач.

## География
Район расположен в разнообразных геморфологических условиях. На юге территория района захватывает отроги и склоны деградированной по высоте Главной гряды Крымских гор. Немного севернее, от города Старый Крым, начинается предгорная гряда, которая тянется на запад. Предгорная гряда с севера и востока снижается и постепенно переходит в Восточно-Крымскую низменную равнину, которая похожа в структурном отношении на Индольскую впадину. Равнина постепенно снижается на северо-восток по направлению к Сивашу. Её прорезают довольно длинные балки, которые ведут начало от северных склонов Крымских гор, а также долин рек Мокрый Индол и Чурук-Су. Речные долины здесь неглубокие, со слабо выраженными террасами (за исключением пойменных, которые хорошо развиты и являются важными сельскохозяйственными угодьями). По береговой полосе на высоте 1-3 м над уровнем моря развитая лиманово-морская терраса с солонцовыми грунтами. На востоке расположены два крупнейших водоёма районаː озеро Ачи, площадью 2,219 км², и Феодосийское водохранилище, созданное в 1971 году.
Полезные ископаемые представленные местными строительными материалами: известняками, кирпично-черепичными глинами и гравием, разработка которых осуществляется в карьерах АО «Старокрымский», «Агармыш», АО «Крымкарьероуправление», «Грушевское».

## История
Кировский район образован в 1935 году с центром в посёлке Ислям-Терек (с 1945 года — Кировское). В 1959 году в состав района вошёл город Старый Крым, ранее составлявший самостоятельный горсовет.
12 мая 2016 года парламент Украины, не признающей присоединение Крыма к Российской Федерации, принял постановление о возвращении району прежнего названия — Ислямтерекский район, а 17 июля 2020 года — о новой сети районов в стране, которым предполагается объединить территории Кировского и Советского (Ичкинского) районов с Феодосийским и Судакским горсоветами в новообразованный Феодосийский район, однако эти решения не вступали в силу до «возвращения Крыма под общую юрисдикцию Украины». 9 сентября 2023 года, несмотря на отсутствие контроля над полуостровом, вступили в силу поправки, которые ввели в действие данное постановление в отношении Крыма.

## Население
| 1939    | 1959    | 1970    | 1979    | 1989    | 2001    | 2009    | 2010    | 2011    |
| ------- | ------- | ------- | ------- | ------- | ------- | ------- | ------- | ------- |
| 21 321  | ↗35 703 | ↗52 140 | ↗57 290 | ↘55 560 | ↗57 686 | ↘54 029 | ↘53 991 | ↘53 844 |
| 2012    | 2013    | 2014    | 2015    | 2016    | 2017    | 2018    | 2019    | 2020    |
| ↗53 884 | ↗53 961 | ↘50 834 | ↗50 974 | ↗51 244 | ↘51 084 | ↗51 288 | ↗51 490 | ↗51 631 |
| 2021    |         |         |         |         |         |         |         |         |
| ↗51 636 |         |         |         |         |         |         |         |         |

По итогам переписи населения в Крымском федеральном округе по состоянию на 14 октября 2014 года численность постоянного населения района составила 50834 человека (в том числе городское — 18,25 % (или 9277 человек в городе Старый Крым); сельское — 81,75 %).
По состоянию на 1 января 2014 года численность населения района составила 54256 постоянных жителей и 53872 человека наличного населения, на 1 июля 2014 года — 54175 постоянных жителей (в том числе 16324 городских (30,1 %) и 37851 сельских) и 53791 человек наличного населения.

### Национальный состав
По данным переписей населения 2001 и 2014 годов:
| национальность  | 2001, всего, чел. | % от все- го | 2014 всего, чел. | % от все- го | % от указав- ших |
| --------------- | ----------------- | ------------ | ---------------- | ------------ | ---------------- |
| указали         |                   |              | 50327            | 99,00 %      | 100,00 %         |
| русские         | 29290             | 50,49 %      | 26103            | 51,35 %      | 51,87 %          |
| крымские татары | 14816             | 25,54 %      | 14516            | 28,56 %      | 28,84 %          |
| украинцы        | 10219             | 17,61 %      | 5376             | 10,58 %      | 10,68 %          |
| татары          | 775               | 1,34 %       | 2228             | 4,38 %       | 4,43 %           |
| белорусы        | 955               | 1,65 %       | 520              | 1,02 %       | 1,03 %           |
| армяне          | 198               | 0,34 %       | 194              | 0,38 %       | 0,39 %           |
| греки           | 167               | 0,29 %       | 161              | 0,32 %       | 0,32 %           |
| корейцы         | 175               | 0,30 %       | 149              | 0,29 %       | 0,30 %           |
| узбеки          | 128               | 0,22 %       | 148              | 0,29 %       | 0,29 %           |
| марийцы         | 206               | 0,36 %       | 123              | 0,24 %       | 0,24 %           |
| азербайджанцы   |                   |              | 84               | 0,17 %       | 0,17 %           |
| чуваши          |                   |              | 81               | 0,16 %       | 0,16 %           |
| молдаване       |                   |              | 79               | 0,16 %       | 0,16 %           |
| турки           |                   |              | 68               | 0,13 %       | 0,14 %           |
| болгары         |                   |              | 58               | 0,11 %       | 0,12 %           |
| другие          | 1087              | 1,87 %       | 439              | 0,86 %       | 0,87 %           |
| не указали      |                   |              | 507              | 1,00 %       |                  |
| всего           | 58016             | 100,00 %     | 50834            | 100,00 %     |                  |

Национальный состав населённых пунктов района по переписи 2014 года:
| Населённый пункт   | русские | русские | крымские татары | крымские татары | украинцы | украинцы | татары | татары | Всего  |
| Населённый пункт   | чел.    | %       | чел.            | %               | чел.     | %        | чел.   | %      | Всего  |
| ------------------ | ------- | ------- | --------------- | --------------- | -------- | -------- | ------ | ------ | ------ |
| г. Старый Крым     | 4 596   | 49,54   | 3 310           | 35,68           | 650      | 7,01     | 309    | 3,33   | 9 277  |
| пгт. Кировское     | 4 133   | 60,05   | 1 363           | 19,80           | 778      | 11,30    | 335    | 4,87   | 6 883  |
| с. Абрикосовка     | 699     | 64,78   | 144             | 13,35           | 116      | 10,75    | 20     | 1,85   | 1 079  |
| с. Бабенково       | 317     | 61,08   | 86              | 16,57           | 68       | 13,10    | 13     | 2,50   | 519    |
| с. Кринички        | 173     | 36,19   | 176             | 36,82           | 53       | 11,09    | 23     | 4,81   | 478    |
| с. Матросовка      | 43      | 44,33   | 36              | 37,11           | 5        | 5,15     | 5      | 5,15   | 97     |
| с. Владиславовка   | 1 802   | 54,31   | 713             | 21,49           | 385      | 11,60    | 137    | 4,13   | 3 318  |
| с. Журавки         | 887     | 33,27   | 1 186           | 44,49           | 286      | 10,73    | 168    | 6,30   | 2 666  |
| с. Видное          | 0       | 0,00    | 0               | 0,00            | 0        | 0,00     | 0      | 0,00   | 0      |
| с. Маковское       | 33      | 13,20   | 173             | 69,20           | 8        | 3,20     | 18     | 7,20   | 250    |
| с. Новопокровка    | 594     | 44,00   | 380             | 28,15           | 238      | 17,63    | 63     | 4,67   | 1 350  |
| с. Тутовка         | 58      | 43,94   | 59              | 44,70           | 5        | 3,79     | 7      | 5,30   | 132    |
| с. Золотое Поле    | 1 416   | 55,68   | 473             | 18,60           | 408      | 16,04    | 72     | 2,83   | 2 543  |
| с. Возроджение     | 318     | 52,13   | 152             | 24,92           | 80       | 13,11    | 23     | 3,77   | 610    |
| с. Льговское       | 757     | 47,17   | 367             | 22,87           | 294      | 18,32    | 59     | 3,68   | 1 605  |
| с. Добролюбовка    | 95      | 36,12   | 107             | 40,68           | 38       | 14,45    | 17     | 6,46   | 263    |
| с. Долинное        | 27      | 21,95   | 70              | 56,91           | 12       | 9,76     | 11     | 8,94   | 123    |
| с. Пруды           | 146     | 60,58   | 27              | 11,20           | 41       | 17,01    | 4      | 1,66   | 241    |
| с. Партизаны       | 792     | 53,26   | 347             | 23,34           | 212      | 14,26    | 53     | 3,56   | 1 487  |
| с. Спасовка        | 35      | 62,50   | 13              | 23,21           | 5        | 8,93     | 2      | 3,57   | 56     |
| с. Первомайское    | 1 518   | 52,71   | 864             | 30,00           | 268      | 9,31     | 135    | 4,69   | 2 880  |
| с. Жемчужина Крыма | 133     | 50,19   | 77              | 29,06           | 33       | 12,45    | 12     | 4,53   | 265    |
| с. Изобильное      | 136     | 58,37   | 75              | 32,19           | 2        | 0,86     | 11     | 4,72   | 233    |
| с. Изюмовка        | 571     | 50,62   | 312             | 27,66           | 117      | 10,37    | 50     | 4,43   | 1 128  |
| с. Ключевое        | 11      | 14,10   | 60              | 76,92           | 0        | 0,00     | 7      | 8,97   | 78     |
| с. Отважное        | 262     | 53,91   | 130             | 26,75           | 50       | 10,29    | 20     | 4,12   | 486    |
| с. Садовое         | 170     | 46,70   | 129             | 35,44           | 27       | 7,42     | 19     | 5,22   | 364    |
| с. Приветное       | 1 299   | 50,12   | 899             | 34,68           | 109      | 4,21     | 116    | 4,48   | 2 592  |
| с. Айвазовское     | 121     | 68,75   | 37              | 21,02           | 9        | 5,11     | 6      | 3,41   | 176    |
| с. Синицыно        | 547     | 47,90   | 344             | 30,12           | 150      | 13,13    | 43     | 3,77   | 1 142  |
| с. Васильковое     | 93      | 33,10   | 142             | 50,53           | 28       | 9,96     | 15     | 5,34   | 281    |
| с. Красновка       | 71      | 37,97   | 64              | 34,22           | 31       | 16,58    | 9      | 4,81   | 187    |
| с. Токарево        | 549     | 66,06   | 90              | 10,83           | 135      | 16,25    | 20     | 2,41   | 831    |
| с. Шубино          | 580     | 65,17   | 167             | 18,76           | 77       | 8,65     | 27     | 3,03   | 890    |
| с. Яркое Поле      | 2 564   | 52,18   | 1 366           | 27,80           | 571      | 11,62    | 309    | 6,29   | 4 914  |
| с. Красносельское  | 132     | 29,80   | 198             | 44,70           | 18       | 4,06     | 25     | 5,64   | 443    |
| с. Новофёдоровка   | 18      | 33,33   | 30              | 55,56           | 1        | 1,85     | 5      | 9,26   | 54     |
| с. Ореховка        | 95      | 29,87   | 162             | 50,94           | 29       | 9,12     | 20     | 6,29   | 318    |
| с. Софиевка        | 6       | 60,00   | 2               | 20,00           | 1        | 10,00    | 1      | 10,00  | 10     |
| с. Трудолюбовка    | 306     | 52,31   | 186             | 31,79           | 38       | 6,50     | 29     | 4,96   | 585    |
| Всего              | 26 103  | 51,35   | 14 516          | 28,56           | 5 376    | 10,58    | 2 228  | 4,38   | 50 834 |

По данным всесоюзной переписи населения 1939 года численность жителей составила 21347 человек. В национальном отношении было учтено:
| Национальность  | Численность |
| --------------- | ----------- |
| Русские         | 12649       |
| Крымские татары | 2952        |
| Украинцы        | 2490        |
| Крымские немцы  | 1088        |
| Греки           | 875         |
| Болгары         | 736         |
| Евреи           | 76          |
| Армяне          | 72          |

## Административно-муниципальное устройство
Кировский район как муниципальное образование со статусом муниципального района в составе Республики Крым РФ с 2014 года включает 13 муниципальных образований, в том числе 1 городское поселение и 12 сельских поселений:
городское поселение:
- Старый Крым

сельские поселения:
- Абрикосовское
- Владиславовское
- Журавское
- Золотополенское
- Кировское
- Льговское
- Партизанское
- Первомайское
- Приветненское
- Синицынское
- Токаревское
- Яркополенское

До 2014 года они составляли одноимённые местные советы: 1 городской совет, 1 поселковый совет и 11 сельских советов в рамках административного деления АР Крым в составе Украины (до 1991 года — Крымской области УССР в составе СССР).

### Населённые пункты
В состав Кировского района входят 40 населённых пунктов, в том числе: 1 город (Старый Крым), 1 посёлок городского типа (Кировское), 38 сёл, при этом с 2014 года все посёлки городского типа (пгт) Республики Крым также отнесены к сельским населённым пунктам:
| №  | Населённый пункт | Тип   | Историческое название          | Население (чел.) | Местный совет до 2014 года | Муниципальное образование с 2014 года |
| -- | ---------------- | ----- | ------------------------------ | ---------------- | -------------------------- | ------------------------------------- |
| 1  | Старый Крым      | город |                                | ↗10 470          | Старокрымский горсовет     | городское поселение Старый Крым       |
| 2  | Кировское        | пгт   | Ислям-Терек                    | ↘6502            | Кировский поссовет         | Кировское сельское поселение          |
| 3  | Абрикосовка      | село  | Найман                         | ↘1079            | Абрикосовский сельсовет    | Абрикосовское сельское поселение      |
| 4  | Бабенково        | село  | Большой Эсен-Эли               | ↘519             | Абрикосовский сельсовет    | Абрикосовское сельское поселение      |
| 5  | Кринички         | село  |                                | ↘478             | Абрикосовский сельсовет    | Абрикосовское сельское поселение      |
| 6  | Матросовка       | село  | Круглик Болгарский             | ↘97              | Абрикосовский сельсовет    | Абрикосовское сельское поселение      |
| 7  | Владиславовка    | село  | Ой-Кую (до сер. XIX в.)        | ↘3103            | Владиславовский сельсовет  | Владиславовское сельское поселение    |
| 8  | Журавки          | село  | Байрач и Сеит-Эли              | ↘2666            | Журавский сельсовет        | Журавское сельское поселение          |
| 9  | Видное           | село  | Розальевка                     | ↘0               | Журавский сельсовет        | Журавское сельское поселение          |
| 10 | Маковское        | село  | Асан-Бай Греческий             | ↘250             | Журавский сельсовет        | Журавское сельское поселение          |
| 11 | Новопокровка     | село  |                                | ↘1350            | Журавский сельсовет        | Журавское сельское поселение          |
| 12 | Тутовка          | село  |                                | ↗132             | Журавский сельсовет        | Журавское сельское поселение          |
| 13 | Золотое Поле     | село  | Цюрихталь, ранее Джайлав-Сарай | ↘2543            | Золотополенский сельсовет  | Золотополенское сельское поселение    |
| 14 | Возрождение      | село  | Новый Карабай                  | ↘610             | Золотополенский сельсовет  | Золотополенское сельское поселение    |
| 15 | Льговское        | село  | Челеби-Эли                     | ↘1605            | Льговский сельсовет        | Льговское сельское поселение          |
| 16 | Добролюбовка     | село  | Булганак                       | ↘263             | Льговский сельсовет        | Льговское сельское поселение          |
| 17 | Долинное         | село  | Акчора                         | ↘123             | Льговский сельсовет        | Льговское сельское поселение          |
| 18 | Пруды            | село  | Ишунь                          | ↘241             | Льговский сельсовет        | Льговское сельское поселение          |
| 19 | Партизаны        | село  | Шейх-Эли                       | ↘1487            | Партизанский сельсовет     | Партизанское сельское поселение       |
| 20 | Спасовка         | село  |                                | ↘56              | Партизанский сельсовет     | Партизанское сельское поселение       |
| 21 | Первомайское     | село  | Карагоз                        | ↗3185            | Первомайский сельсовет     | Первомайское сельское поселение       |
| 22 | Жемчужина Крыма  | село  |                                | ↘265             | Первомайский сельсовет     | Первомайское сельское поселение       |
| 23 | Изобильное       | село  | Асан-Бай Татарский             | ↗233             | Первомайский сельсовет     | Первомайское сельское поселение       |
| 24 | Изюмовка         | село  | Тамгаджи (до сер. XIX в.)      | ↗1128            | Первомайский сельсовет     | Первомайское сельское поселение       |
| 25 | Ключевое         | село  | Акмелез                        | ↘78              | Первомайский сельсовет     | Первомайское сельское поселение       |
| 26 | Отважное         | село  | Кашка-Чокрак                   | ↘486             | Первомайский сельсовет     | Первомайское сельское поселение       |
| 27 | Садовое          | село  | Капысталык                     | ↘364             | Первомайский сельсовет     | Первомайское сельское поселение       |
| 28 | Приветное        | село  | Джума-Эли                      | ↘2592            | Приветненский сельсовет    | Приветненское сельское поселение      |
| 29 | Айвазовское      | село  | Шейх-Мамай                     | ↘176             | Приветненский сельсовет    | Приветненское сельское поселение      |
| 30 | Синицыно         | село  | Барак                          | ↘1142            | Синицынский сельсовет      | Синицынское сельское поселение        |
| 31 | Васильковое      | село  | Аппак-Джанкой                  | ↘281             | Синицынский сельсовет      | Синицынское сельское поселение        |
| 32 | Красновка        | село  | Красные Ерчи, ранее Ерчи       | ↘187             | Синицынский сельсовет      | Синицынское сельское поселение        |
| 33 | Токарево         | село  | Джамчи                         | ↘831             | Токаревский сельсовет      | Токаревское сельское поселение        |
| 34 | Шубино           | село  | Бай-Коджа                      | ↘890             | Токаревский сельсовет      | Токаревское сельское поселение        |
| 35 | Яркое Поле       | село  | Красный Терчек                 | ↘4592            | Яркополенский сельсовет    | Яркополенское сельское поселение      |
| 36 | Красносельское   | село  | Новый Басалак                  | ↘443             | Яркополенский сельсовет    | Яркополенское сельское поселение      |
| 37 | Новофёдоровка    | село  |                                | ↗54              | Яркополенский сельсовет    | Яркополенское сельское поселение      |
| 38 | Ореховка         | село  | Малый Келечи                   | ↘318             | Яркополенский сельсовет    | Яркополенское сельское поселение      |
| 39 | Софиевка         | село  |                                | ↘10              | Яркополенский сельсовет    | Яркополенское сельское поселение      |
| 40 | Трудолюбовка     | село  | Кобек                          | ↘585             | Яркополенский сельсовет    | Яркополенское сельское поселение      |

## Символика
Флаг
Решением XIX сессии районного совета № 215 от 21 марта 2008 года утверждено положение о содержании, описании и порядке использования флага Кировского района, согласно которому на флаге района прямоугольное полотнище с соотношением сторон 2:3, состоящее из красной, зелёной, белой, зелёной и синей горизонтальных полос с отношением 3:1:10:1:3 ширины полотнища. В центре белой полосы малый герб района.. После произошедшей в феврале—марте 2014 года аннексии Крыма Российской Федерацией решением Кировского районного Совета от 26 октября 2016 г. № 415 утверждён новый флаг района:

Прямоугольное полотнище с отношением ширины к длине 2:3, воспроизводящее изображение фигур из герба поселения: в вилообразно разделенном красном, зелёном и синем поле белый с жёлтой вершиной окрыленный белым Меркуриев жезл, обвитый желтыми змеями, сопровождаемый вверху белым орлом прямо, справа — жёлтым кувшином, по правой стороне которого сообразно с ей положена жёлтая головка хлебного колоса, слева — жёлтой плоской чашей с сердечником, из которого бьет стекающий в ту же чашу белый фонтан о трех струях.

Герб
Решением Кировского районного Совета № 214 от 21 марта 2008 года «О гербе Кировского района» утверждено положение о содержании, описании и порядке использования герба Кировского района, согласно которому малый герб района сопровождается картушем, дубовым венком и лентой с надписью с названием района. После произошедшей в феврале—марте 2014 года аннексии Крыма Российской Федерацией решением Кировского районного Совета от 26 октября 2016 г. № 415 утверждён новый герб района на основе малого герба района:

В вилообразно разделенном червленом (красном), зелёном и лазоревом (синем, голубом) поле серебряный с золотой вершиной окрыленный серебром Меркуриев жезл, обвитый золотыми змеями, сопровождаемый вверху серебряным орлом прямо, справа — золотым кувшином, по правой стороне которого сообразно с ей положена золотая головка хлебного колоса, слева — золотой плоской чашей с сердечником, из которого бьет стекающий в ту же чашу серебряный фонтан о трех струях.

## Экономика
В экономике главное место принадлежит сельскохозяйственному производству. На территории района размещены 11 сельскохозяйственных предприятий: 3 завода-совхоза, 8 сельскохозяйственных предприятий, 7 фермерских хозяйств, подсобное хозяйство.

## Социальная сфера
Функционируют 18 средних общеобразовательных учреждений, 2 больницы, 12 амбулаторий, 26 фельдшерско-акушерских пунктов, 16 клубов, 10 домов культуры, 26 библиотек, 3 музыкальные школы, санаторий «Старый Крым», ДЮСШ, историко-литературный музей (г. Старый Крым), отель (пгт Кировское), отделение Сбербанка, 37 религиозных общин.

## Памятники
Памятниками археологии особенно богат г. Старый Крым, на территории которого существовало поселение эпохи бронзы (II тыс. к н. э.); руины позднескифского городища на г. Агармыш; остатки античного поселения (IV—III ст. до н. э. — первые столетия н. э.).
Памятники истории и архитектуры:
- руины мечети Бейбарса (г. Старый Крым), построенной в 1287—1288 гг. при содействии египетского султана Ал- Малик Бейбарса;
- мечеть 1314 года (времен правления Узбека — хана Золотой Орды);
- руины мечети Куршун-Джами (Свинцовая мечеть) XI ст.;
- руины средневековой церкви (X—XII ст.), руины караван-сарая (заезжего двора) второй половины XIII—XI ст.;
- руины армянского монастыря Сурб-Стефанос (XIII—XI ст.);
- монастырь Сурб Хач (XIV ст.).

## Персоналии
С городом Старый Крым связаны имена И. К. Айвазовского (жил в городе в 1890-х годах), писателя А. С. Грина (дом-музей, в котором писатель жил в июне-июле 1932 р., его могила), основателя киммерийской школы живописи К. Ф. Богаевского, поэта, художника, философа М. А. Волошина, поэтессы А.Герциг, сестер Цветаевых, поэта- футуриста и переводчика Г. М. Петникова, кинодраматурга А. Я. Каплера, поэтессы Ю.Друниной, белорусского поэта и переводчика Г.Богдановича, писателя-фантаста В.Охотникова, скульптора и поэта Т.Гагариной, скульптора В. Г. Стамова, академика АН Украины Н. Г. Амосова. Установлен памятник А. С. Грину.